# Římskokatolická farnost Moravská Huzová
Římskokatolická farnost Moravská Huzová je územní společenství římských katolíků s farním kostelem svatého Floriána ve šternberském děkanátu olomoucké arcidiecéze.

## Historie farnosti
První písemná zmínka o vesnici Moravská Huzová pochází z listiny olomouckého biskupa Jindřicha Zdíka z roku 1141. Původně ves náležela moravskému markraběti, který ji roku 1239 věnoval nižšímu šlechtici. Od roku 1397 do roku 1848 pak byla Moravská Huzová součástí šternberského panství.
Kaple zasvěcená sv. Florianu byla postavena v roce 1746 a v roce 1788 rozšířena na filiální kostel hnojické farnosti.  V roce 1886 postavena farní budova a od roku 1890 měla Moravská Huzová samostatnou farnost.

## Bohoslužby
| Kostel           | Místo           | Bohoslužba (den) | Hodina | Poznámka     |
| ---------------- | --------------- | ---------------- | ------ | ------------ |
| svatého Floriána | Moravská Huzová | neděle           | 7.30   | Farní kostel |

## Duchovní správci
Nejznámějším huzovským knězem byl ThDr. František Tomášek, pozdější kardinál a pražský arcibiskup. Ten zde působil v letech 1954 - 1965.
Od července 2014 je administrátorem excurrendo  P. Jan Jašek.

## Aktivity farnosti
Ve farnosti se pravidelně koná tříkrálová sbírka. V roce 2018 se při ní vybralo 5.736 korun.